# Annie Sturges Daniel
 Anne Sturges Daniel  (* 21. Oktober 1858 in Buffalo, New York (Bundesstaat); † 11. August 1944 in New York City) war eine US-amerikanische Ärztin und Reformerin des öffentlichen Gesundheitswesens.

## Leben und Werk
Daniel war die Tochter von Marinda Sturges und dem Kohle- und Holzhändler John M. Daniel. Als sie noch ein kleines Kind war, starben ihre Eltern und sie lebte anschließend bei Verwandten in Monticello. Sie studierte am Woman’s Medical College der New York Infirmary, wo sie sich auf Geburtshilfe, Gynäkologie und Pädiatrie spezialisierte. Nach ihrer Promotion 1879 arbeitete sie ein Jahr lang als Apothekerin in der New Yorker Krankenstation und absolvierte dann dort ihr Praktikum. 1881 wurde sie als verantwortliche Ärztin von Elizabeth Blackwell für die Out-Practice-Abteilung, auch bekannt als Tenement House Service, der New Yorker Krankenstation zuerst auf Probe und nach einem Jahr dauerhaft eingestellt.
Über 60 Jahre lang unterrichtete und betreute sie Studenten an der New Yorker Krankenstation, wobei ihr besonderes Augenmerk auf der Aufklärung der Wohnungsbevölkerung in den Bereichen Hygiene, Kinderbetreuung und Präventivmedizin lag. Die Ausbildung in ihrer Out-Practice-Abteilung wurde so bedeutsam, dass diese 1889 in die Kursanforderungen des Woman’s Medical College aufgenommen wurde.

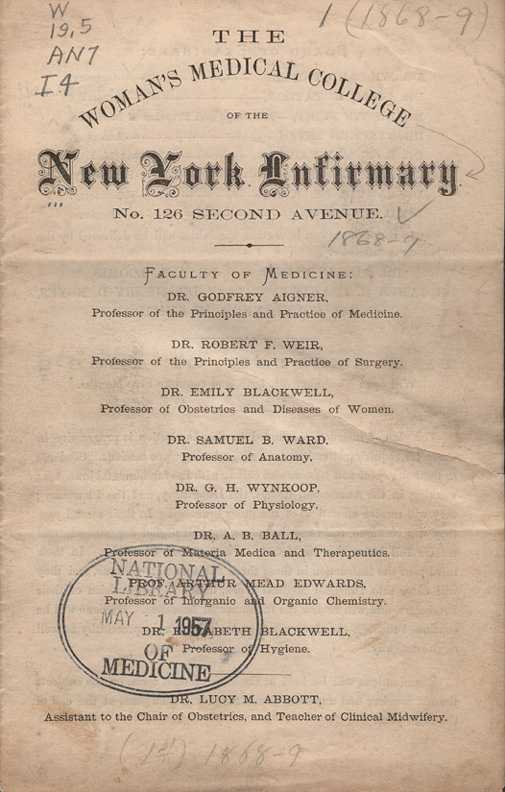
Das Women Medical College der New Yorker Krankenstation, (Ankündigung, 1868–69)

1884 wurde Daniel aufgrund ihres Fachwissens als Ermittlerin für die New York State Tenement House Commission eingesetzt. Von 1884 bis 1944 leitete sie als Krankenhaus-Administratorin das New York Infirmary for Indigent Women and Children und schrieb in den 1930er Jahren A cautious experiment. The history of the New York Infirmary for Women and Children and the Woman’s Medical College of the New York Infirmary, welche in dem Medical Woman’s Journal von Mai bis Dezember 1939 veröffentlicht wurde.
Daniel war ein Mitglied der Working Women’s Society und eine Unterstützerin der frühen Wahlrechtsbewegung. 1886 verfasste sie als behandelnde Ärztin der Women’s Prison Association of New York einen Bericht über die Zustände weiblicher Gefangener, der im folgenden Jahr veröffentlicht wurde. Auf der Grundlage des Berichts wurde 1888 ein Gesetz verabschiedet, welches separate Polizeistationen für die Inhaftierung von Frauen, weibliche Wärterinnen für weibliche Gefangene und die Trennung von weiblichen und männlichen Gefangenen vorsah.
Während der Weltwirtschaftskrise musste Daniel doppelt so viele Krankenbesuche machen und die Ambulanz verzeichnete eine 50-prozentige Zunahme der Patientenbelastung. Eine 1934 von Daniel durchgeführte Studie an 1733 Familien zeigte, dass die Dienste der Abteilung unverzichtbar geworden waren, da sich keiner der Bewohner irgendeine Art von ärztlicher Betreuung hätte leisten können. Nach ihrer Pensionierung war sie weiterhin als Beraterin des Krankenhauses tätig.

## Veröffentlichungen (Auswahl)
- The City’s Health-Life Conditions. Municipal Affairs, Juni 1898.
- How Wearing Apparel Is Fashioned in the Tenements. Charities, 1. April 1905, S. 624–629.